# 撒烙
撒烙，亦可稱做沙勞（Caraw），是台灣阿美族傳說中的一種妖怪，會誘拐族人加以傷害。

## 形象
撒烙的形象在不同部落的傳說中有些微的差異，但其中最主要的共通處為：撒烙是身形巨大而長腿的巨人（惡靈），他們憑藉著自己的身形，可以觸及樹梢、懸崖峭壁甚至高可參天，其中，石坑部落（Ciwkangan，位於今台東縣長濱鄉）還認為撒烙的外型很像隻大猴子。
另有說法認為撒烙是一種精靈。

## 能力
撒烙會讓人莫名發狂、昏厥過去，並將被害者帶走或直接誘拐過來置於高處，讓他們無法下去進而死亡，其中兒童是最主要的受害者；另外他們只要吹口氣就會激起強風。

## 傳說
在石坑部落的傳說中，過去部落曾受到一個撒烙的騷擾，晴朗的天氣會無端颳風、吹起在田裡工作的女性裙子；男性在工作時會突然昏過去、並且在刺竹林或懸崖上渾身是傷的醒來，詭異的事件頻傳讓部落很恐慌，耆老們因此決定找出兇手，並且在一次撒烙騷擾田中婦女時發現了他。
為了除掉撒烙，族人採納了一名少年的提議，他們認為外表像隻大猴子的撒烙一定很喜歡吃香蕉，所以找來許多香蕉，將香蕉的果肉去除、並在香蕉皮裡包入泥巴、淋上香蕉油，放置在撒烙出沒的地方，隔天撒烙果真上當了，吃下一大堆偽裝成香蕉的泥巴，埋伏在旁邊的族人趁他快要吃完時一擁而上、朝他丟泥巴團，撒烙雖然嚇得想逃跑，卻因為肚子裡裝滿了泥巴而跌跌撞撞的、砸在身上的泥巴團也加重了他的負擔，直到黃昏時他才逃進森林裡消失無蹤；到了第二天，部落族人又沿著撒烙的足跡追捕，卻發現撒烙早已倒在地上變成了一座山，對著族人怒吼，使得族人連忙逃離現場，而在那之後，撒烙就再也沒有出現過了。